# Nakamura-ku (Nagoya)
Nakamura (中村区 Nakamura-ku?) es un barrio de la megapoli de Nagoya, en la prefectura de Aichi, Japón. En febrero de 1995 tenía una población estimada de 140.519 habitantes y una densidad de población de 8621 personas por km². Su área total es de 16,30 km².

## Demografía
Según los datos del censo japonés, esta es la población de Nakamura en los últimos años.
| 1995    | 2000    | 2005    | 2010    | 2015    |
| ------- | ------- | ------- | ------- | ------- |
| 140.519 | 140.519 | 140.519 | 140.519 | 140.519 |